# Ladispoli

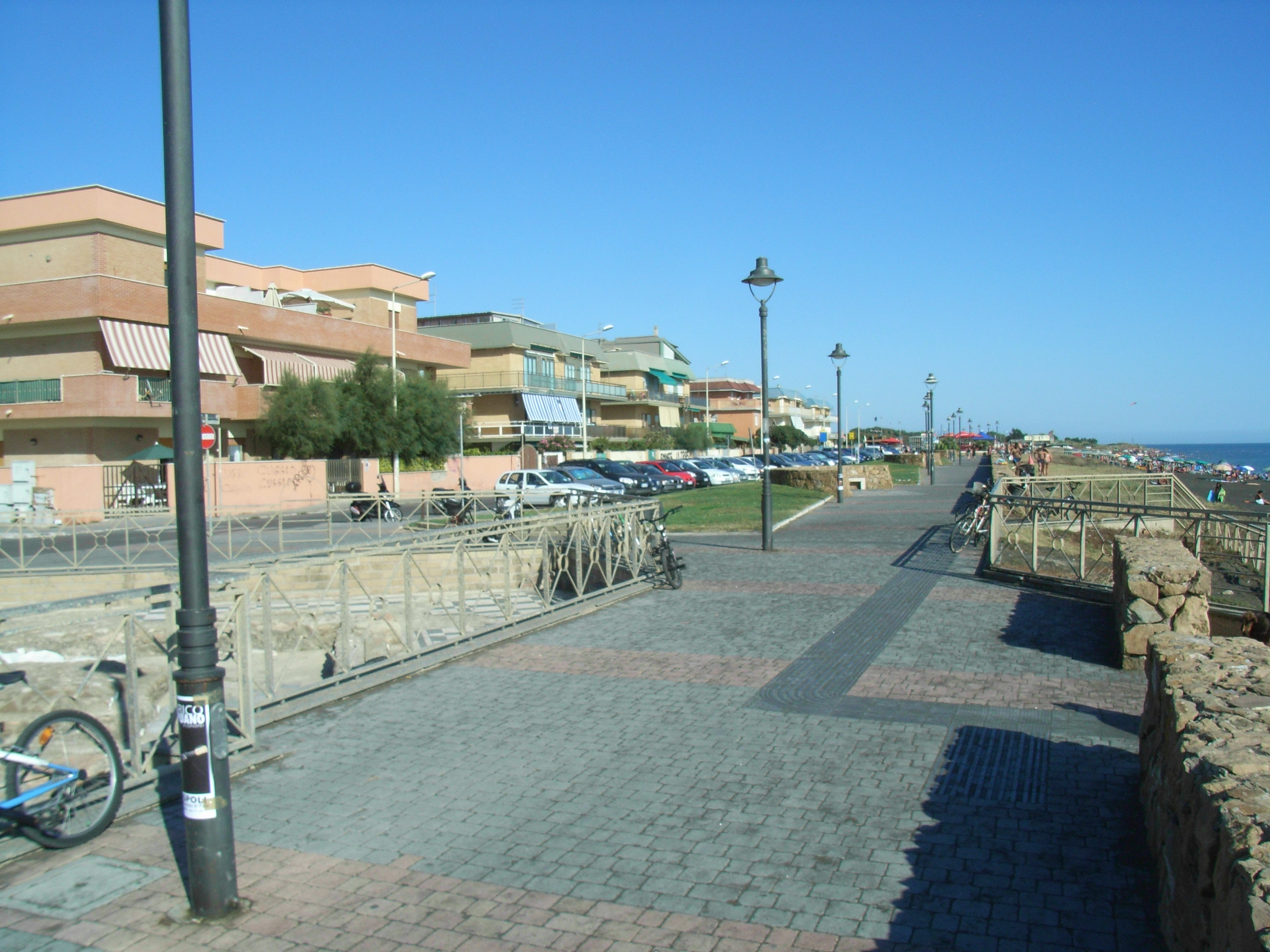
Vista del lungomare Marina di Palo

Ladispoli è un comune italiano di 40 904 abitanti della città metropolitana di Roma Capitale nel Lazio.

## Geografia fisica

### Territorio
Ladispoli è un comune del litorale laziale nord, con sbocco sul mare tra i comuni di Cerveteri e Fiumicino. Dista 41 km da Roma e 89 da Viterbo.
La città è letteralmente tagliata da due piccoli fiumi, il Sanguinara e il fosso Vaccina, i quali si possono attraversare dai quattro ponti nelle vicinanze del lungomare, due dei quali interamente di legno.
La sabbia delle spiagge di Ladispoli in origine è nera per effetto della elevata componente ferrosa ed è per questo motivo che fino agli anni sessanta era un luogo di villeggiatura rinomato per la possibilità di effettuare sabbiature terapeutiche.
Dei numerosi boschi e paludi che erano presenti nel territorio durante il medioevo, oggi rimangono l'oasi faunistica di Palo, attraversata dalla pista ciclabile, e la palude di Torre Flavia.
Da ultimo si evidenzia come, nel mare antistante Ladispoli, sembra stia comparendo una piccola barriera corallina. Tale fenomeno, sicuramente acutizzato negli ultimi anni a causa del riscaldamento delle acque del Mediterraneo, rappresenta una sorta di "fatto unico".

### Clima
Classificazione climatica: Zona C, 1295 GR/G

## Origini del nome
L'etimologia del nome «Ladispoli» deriva da Ladislao-polis, contrazione del nome del fondatore, Ladislao principe Odescalchi, e il termine greco πολις -polis, «città».

## Storia

### Origini
Le prime testimonianze di attività umana nel territorio dell'odierna Ladispoli si datano nel tardo neolitico tra il 3000 e il 2000 a.C. I primi resti umani sono costituiti dalle punta di freccia tardo-neolitiche rinvenute nella palude di Torre Flavia.
L'attuale Ladispoli sorge sul vecchio porto di Alsium, uno dei tre porti insieme a Punicum (Santa Marinella) e Pyrgi (Santa Severa) della città etrusca di Cerveteri, che secondo lo storico Dionigi di Alicarnasso fu fondata dai Pelasgi e dagli Aborigeni. La deduzione coloniale romana si ebbe nel 272 a.C. anno in cui fu confiscata la metà del territorio di Cerveteri per darla alle nuove colonie.
Da quel momento Alsium divenne località marittima di facoltosi romani che costruirono ville poste a pochi metri dal mare, tra i quali si dice vi fossero anche Pompeo e lo stesso Giulio Cesare secondo quanto racconta nei suoi testi Cicerone. Anche Plinio il Giovane ebbe una villa ad Alsium, ereditata dal senatore romano Lucio Verginio Rufo, a cui era destinata la tomba mai completata oggi presente alla fine del Lungomare di Marina di Palo, che egli cedette a sua volta alla suocera, madre di Calpurnia.
L'ultimo scrittore classico che cita Alsium fu Rutilio Namaziano il quale partito da Ostia nel 416 d.C. andò a visitare le sue tenute in Gallia via mare, ciò a causa della pericolosità che un viaggio via terra avrebbe comportato. Nel De reditu suo racconta delle lussuose ville affacciate al mare che ancora erano frequentate nonostante il malessere generale della società romana del V secolo d.C.
Durante le guerre greco-gotiche, nel 546, Totila sottomise e distrusse la città, come dimostrano le varie tombe di fattura gotica nelle vicinanze di Via Aurelia.
Nel 1200 si ha la prima menzione in un documento genovese del Castrum Pali, un insediamento fortificato che sarebbe stato successivamente convertito in castello utilizzando tra l'altro anche i grandi blocchi in opera quadrata dell'antico porto di Alsium. Il nome forse deriva da palus, "palude" che circondava il castello. Nel castello, appartenuto a vari uomini di spicco nell'aristocrazia romana, hanno soggiornato personaggi come Franciotto Orsini, papa Alessandro VI Borgia, Felice Orsini Della Rovere, i papi Paolo III e Sisto V, i cardinali Flavio e Virgilio Orsini.

### Età moderna
Il castello di Palo costruito nell'alto medioevo intorno al XII secolo fu feudo degli Orsini dal XVI secolo e venne acquistato nel 1693 dalla famiglia degli Odescalchi, oriunda dal nord Italia; passò quindi per vendita al duca Grillo di Genova e al marchese Carlo Loffredo di Treviso, per tornare quindi ancora agli Odescalchi nel 1870.
Nel 1884 Livio Odescalchi fece donazione del possedimento di Palo al figlio secondogenito, Ladislao, che prese residenza nel castello. Intorno a questo era cresciuto un piccolo borgo e per allontanarne gli abitanti e i villeggianti, il principe Odescalchi fondò il 30 maggio 1888 la cittadina assieme ad un borgo balneare che da lui presero il nome, in una striscia di terreno tra i torrenti Vaccina e Sanguinara. Il tracciato fu opera dell'ingegnere Vittorio Cantoni, a cui è dedicata una via proprio all'interno del centro storico. Il giorno dopo Ladispoli divenne frazione di Civitavecchia fino al 1949; in tale data passò al comune di Cerveteri. 
Il 23 settembre 1943 tre giovani cittadini furono uccisi insieme a Salvo D'Acquisto  nelle strage di Torre di Palidoro.
Il 4 giugno 1944 la città dai nazisti fu liberata dagli alleati.
Negli anni settanta ed ottanta Ladispoli era uno dei punti di transito per gli immigrati provenienti dall'Unione Sovietica. Migliaia di immigrati sovietici vivevano in città in attesa dei visti d'ingresso principalmente verso USA, Canada e Australia

### Simboli
Lo stemma e il gonfalone di Ladispoli sono stati concessi con decreto del presidente della Repubblica del 24 dicembre 1996.
Il gonfalone è un drappo partito di azzurro e di rosso. Il motto della città è ripreso dall'Eneide di Virgilio dove vi è un riferimento proprio "alle spiagge del re Tirreno"; più avanti è anche presente un riferimento al fiume Vaccina descritto con l'epiteto de "il gelido fiume".

### Onorificenze
Il comune viene insignito del titolo di città nel febbraio 2011 con decreto del presidente della Repubblica.
Viene riconosciuto il merito per la raccolta degli imballaggi metallici nel luglio del 2022 con il premio "comuni ricicloni" conferito da Legambiente.

## Monumenti e luoghi d'interesse

### Architetture religiose
A Ladispoli vi sono vari luoghi di culto, tra cui:
- Chiesa Santa Maria del Rosario
- Chiesa del Sacro Cuore
- Chiesa di San Giovanni Battista
- Chiesa Ss. Annunziata (cattolica ed ortodossa)
- Chiesa di Gesù Cristo Dei Santi Degli Ultimi Giorni
- Sala del Regno dei Testimoni di Geova
- Moschea Ladispoli-Cerveteri

### Architetture civili
Vi è un monumento ai caduti di Ladispoli durante la Seconda Guerra Mondiale tra Via Vittorio Cantoni, dedicata all'ingegnere della città che lavorò per il principe fondatore, e Via Filippo Moretti. 

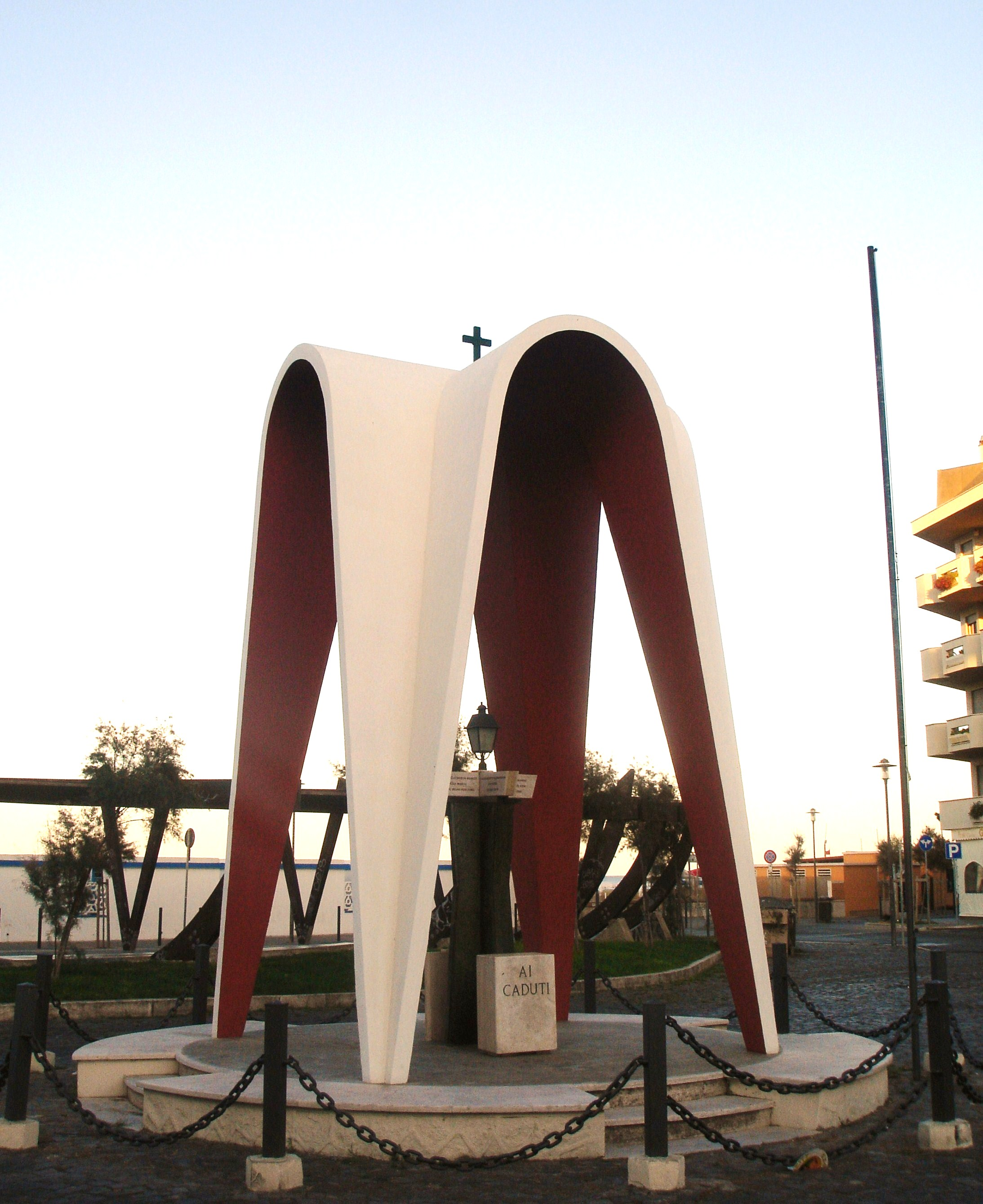
Monumento ai caduti

Recente è la realizzazione di due ponti pedonali sul lungomare, sui fossi Vaccina e Sanguinara: il cosiddetto "ponte di legno" un ponte strallato su due cavalletti, pavimentato in legno inaugurato nella primavera del 2007, e il cosiddetto "ponte bianco" un ponte reticolare ad arcata unica in puro stile Calatrava, inaugurato nel dicembre 2009 e intitolato a Abebe Bikila. Nel mese di maggio 2022 è stata inaugurata una statua al pittore Caravaggio, che si ritiene essere morto nei pressi del comune, sul lungomare di Palo nell'omonima frazione.

### Architetture militari
- Il Castello di Palo o Castello Odescalchi.
- Il Castellaccio dei Monteroni, un raro esempio di casale fortificato costruito nel XIV secolo sul percorso della via Aurelia, per lunghissimo periodo utilizzato per l'agricoltura è stato poi abbandonato e occupato da abusivi. In esso si è anche girato la scena finale del film "La grande guerra" dove i due improbabili eroi vengono fucilati dalle truppe austriache. Attualmente giace abbandonato a causa della mancanza di accordi tra i due proprietari, il comune, e l'ente pubblico dell'agricoltura.
- Del Cinquecento è la cosiddetta "Torre Flavia" ristrutturata dal cardinale Flavio Orsini, una delle torri di avvistamento che facevano parte di un sistema difensivo contro i Saraceni comprendente 61 torri volute dal governo pontificio lungo tutta la costa laziale. Danneggiata dai bombardamenti durante la seconda guerra mondiale e immersa nel mare a causa dell'erosione della costa, fu protetta negli anni settanta da una diga di pietra. Da anni i progetti per una sua ristrutturazione giacciono dimenticati nei cassetti comunali, anche se andando in comune si può vedere un bel quadro che ritrae la torre e il suo complesso a lavori finiti. La torre si è drasticamente "spaccata" in quattro tronconi che si vanno man mano disgregando. Solo per dare un esempio si veda la crepa del lato Sud che si affaccia verso il centro di Ladispoli, oggi un uomo adulto potrebbe passarci tranquillamente in mezzo, mentre sei anni fa sarebbe risultato impossibile.
- Bunker della seconda guerra mondiale[20][21]

### Altro
La piazza principale è da sempre Piazza Marescotti, la cui attuale configurazione risale al 2006, anno in cui è stata ribattezzata Roberto Rossellini, rendendo così omaggio al noto regista, assiduo frequentatore di Ladispoli.

### Siti archeologici
- Nel territorio si trovano le due necropoli etrusche di Monteroni (tombe a tumulo, riferibili probabilmente alla città di Alsium e databili tra il VII e il V secolo a.C., in maggioranza oggi scomparse) e di "Vaccina" (comprendente circa 60 tombe scavate nella roccia (VII-VI secolo a.C., probabilmente pertinenti a un insediamento dipendente da Caere sorto sulla foce del fosso Vaccina, o Caeretanus amnis).
- Sono state attualmente riscoperte molte ville romane utilizzate dalla seconda metà del III secolo a.C. fino al V secolo d.C. Di alcune di esse sono stati rinvenuti cospicui resti come nel caso della "Villa di Pompeo" nella frazione di Marina di San Nicola, della "villa della Posta Vecchia" situata presso il bosco di Palo, della "villa di Marina di Palo", nei cui pressi si trovano anche le vestigia di una cisterna e di un monumento funerario, ma anche altre ville meno cospicue come la "villa della Grottaccia", e la villa di "Vaccina";

- Un insediamento fortificato, detto Castrum Statuae, era sorto su un'antica stazione di posta romana sulla via Aurelia, presso i resti di un ponte sul fosso Cupino, ma a oggi non ne rimangono che sporadici resti.

### Aree naturali
Sono presenti inoltre l'oasi faunistica a Palo, nata nel 1980 su un'area di proprietà dei principi Odescalchi e gestita dal WWF, e l'oasi della palude di Torre Flavia, riconosciuta "monumento naturale regionale" e dichiarata "zona speciale protetta", in gestione alla Provincia e il giardino delle orchidee spontanee del mediterraneo, gestito dal WWF.

## Società

### Evoluzione demografica
Abitanti censiti

### Etnie e minoranze straniere
Secondo i dati ISTAT al 31 dicembre 2023 la popolazione straniera residente era di 6 848 persone costituendo il 16,78% della popolazione locale di allora. Le nazionalità maggiormente rappresentate in base alla loro percentuale sul totale della popolazione residente erano:
- Romania: 3.623
- Polonia: 365
- Ucraina: 226
- Moldavia: 171
- Bulgaria: 102
- Albania: 98
- Russia: 50
- Turchia: 23

## Cultura

### Biblioteca
Biblioteca comunale Peppino Impastato

### Musei
Museo Civico dell'esperienza
Museo della Natura Torre Flavia
Museo Romanico e Pinacoteca del Castello Odescalchi
Centro d' Arte e Cultura contemporanea

### Cinema
(film girati a Ladispoli)
La maggioranza dei film che hanno visto Ladispoli come set sono stati girati dal regista, sceneggiatore e produttore Roberto Rossellini il quale era particolarmente legato alla città del litorale laziale.
- La vispa Teresa, regia di Roberto Rossellini – cortometraggio (1939)
- Il tacchino prepotente, regia di Roberto Rossellini – cortometraggio(1939)
- Fantasia sottomarina, regia di Roberto Rossellini – cortometraggio (1940)
- Il ruscello di Ripasottile, regia di Roberto Rossellini – cortometraggio (1941)
- L'uomo dalla croce, regia di Roberto Rossellini (1943)
- Altri tempi, regia di Alessandro Blasetti (1952)
- Umberto D., regia di Vittorio De Sica (1952)
- I tre corsari, regia di Mario Soldati (1952)
- Il sogno di Zorro, regia di Mario Soldati (1952)
- Jolanda la figlia del Corsaro Nero, regia di Mario Soldati (1953)
- Il sole negli occhi, regia di Antonio Pietrangeli (1953)
- L'uomo di paglia, regia di Pietro Germi (1958)
- La grande guerra, regia di Mario Monicelli (1959)
- Era notte a Roma, regia di Roberto Rossellini (1960)
- Il sorpasso, regia di Dino Risi (1962)
- La Bibbia, regia di John Huston (1966)
- La morte scende leggera, regia di Leopoldo Savona (1972)
- Le coppie, regia di Alberto Sordi (1975)
- Salvo d'Acquisto, regia di Romolo Guerrieri (1975)
- L'imbranato, regia di Pier Francesco Pingitore (1979)
- Attila flagello di Dio, regia di Castellano e Pipolo (1982)
- Le comiche 2, regia di Neri Parenti (1992)
- L'odore della notte, regia di Claudio Caligari (1998)
- Cecilia, regia di Antonio Morabito (2001)
- Velocità massima, regia di Daniele Vicari (2002)
- Saimir, regia di Francesco Munzi (2004)
- La verità sta in cielo, regia di Roberto Faenza (2016)
- The Young Pope, regia di Paolo Sorrentino – serie TV (2016)
- Il grande salto, regia di Giorgio Tirabassi (2019)
- Pinocchio, regia di Matteo Garrone (2019)
- Due fantasmi di troppo, regia di Nunzio Fabrizio Rotondo e Paolo Vita (2021)
- Tutti a bordo, regia di Luca Miniero (2022)

### Teatro
Teatro Marco Vannini
Auditorium

### Eventi
Sagra del Carciofo Romanesco, nata nel 1950. Dal 2000 è riconosciuta come Fiera Regionale e nel 2006 ha visto partecipare circa 300 000 persone; nel 2007 è diventata "Fiera Nazionale". Nella fiera sono presenti stand di tutte le regioni italiane per la promozione dei relativi prodotti tipici, oltre alle delegazioni dei paesi gemellati.

## Infrastrutture e trasporti

### Strade
Ladispoli è collegata alla principale rete viaria nazionale, tramite l'autostrada A12 Roma - Civitavecchia e la Strada statale 1 Via Aurelia.

### Ferrovie
Sul territorio comunale è presente la stazione ferroviaria di Ladispoli-Cerveteri, importante scalo sulla ferrovia Roma-Civitavecchia-Pisa, servita anche dai treni della FL5. È presente anche la stazione ferroviaria di Palo Laziale, situata fra il castello Odescalchi e la frazione di San Nicola, fermata inutilizzata da diversi anni seppur ancora formalmente attiva.

### Mobilità urbana
Ladispoli è collegata, attraverso i bus Cotral, a Roma, Fiumicino (frazioni di Palidoro, Torrimpietra e Aranova), Civitavecchia, Cerveteri, Allumiere, Tolfa, Bracciano e Bassano Romano. I servizi urbani locali, che la collegano con le frazioni e con il comune di Cerveteri, sono gestiti da Seatour.
Porto
utilizzato per la pesca artigianale

## Amministrazione
Nel 1970 divenne comune autonomo.
| Periodo | Periodo   | Primo cittadino    | Partito                                                      | Carica  | Note |
| ------- | --------- | ------------------ | ------------------------------------------------------------ | ------- | ---- |
| 1973    | 1974      | Fausto Ceraolo     | Democrazia Cristiana                                         | Sindaco |      |
| 1975    | 1979      | Amico Gandini      | Partito Comunista Italiano                                   | Sindaco |      |
| 1979    | 1980      | Crescenzo Paliotta | Partito Comunista Italiano                                   | Sindaco |      |
| 1980    | 1981      | Furio Civitella    | Partito Comunista Italiano                                   | Sindaco |      |
| 1981    | 1985      | Amico Gandini      | Partito Socialista Italiano                                  | Sindaco |      |
| 1985    | 1990      | Siro Bargiacchi    | Democrazia Cristiana                                         | Sindaco |      |
| 1990    | 1993      | Fausto Ruscito     | Democrazia Cristiana                                         | Sindaco |      |
| 1993    | 1997      | Maurizio Perilli   | Movimento Sociale Italiano/Alleanza Nazionale                | Sindaco |      |
| 1997    | 2007      | Gino Ciogli        | Indipendente/Democratici di Sinistra                         | Sindaco |      |
| 2007    | 2017      | Crescenzo Paliotta | Democratici di Sinistra/Partito Democratico                  | Sindaco |      |
| 2017    | in carica | Alessandro Grando  | Lista civica di destra, poi Lega, poi Lista civica di destra | Sindaco |      |

### Gemellaggi
Negli anni cinquanta il solo gemellaggio era con la città spagnola Benicarló per via della comune propensione alla coltivazione del carciofo. A partire dal 2000, però, i gemellaggi sono aumentati di molto favorendo comunque ancora in alcuni casi come Castroville e Tinos la similitudine agraria. I rapporti tra le città gemellate sono ottimi e ogni anno in occasione della Sagra del Carciofo vengono invitate a Ladispoli ampie rappresentanze.
Le città attualmente gemellate con Ladispoli sono:
- Benicarló
- Heusenstamm, dal 2001
- Saint-Savin (Vienne)
- Łeba
- Castroville
- Teteven
- Tinos
- Malle (Belgio)

## Sport

### Atletica leggera
- Ladispoli Professione Ciclismo.[38]
- A.S.D. Podistica Alsium
- Atletica dei Gelsi.[38]
- Gruppo Millepiedi.[38]

### Calcio
Ci sono due squadre di calcio appartenenti alla categoria di livello regionale:
- U.S. Academy Ladispoli (girone A dell'Eccellenza Lazio)[39].
- S.S.D. Atletico Ladispoli (girone D della Prima Categoria)

### Pallacanestro
- Pallacanestro Dinamo Ladispoli che nel 2019-2020 milita nel campionato maschile di Promozione.[40]
- Basket Città di Ladispoli che nel 2019-2020 milita nel campionato maschile di Promozione.[40]

### Pattinaggio
- Debby Roller Team Squadra agonistica di Pattinaggio di velocità a rotelle di livello internazionale, Scuola di Pattinaggio In Line

### Pallanuoto
- Gabbiano Ladispoli